# Páprád
Páprád je obec v Maďarsku v župě Baranya, spadající pod okres Sellye. Nachází se asi 15 km severovýchodně od Sellye. V roce 2015 zde žilo 149 obyvatel. Dle údajů z roku 2011 tvoří 94,9 % obyvatelstva Maďaři, 5,1 % Romové, 1,3 % Chorvati, 0,6 % Němci a 0,6 % Ukrajinci, přičemž 5,1 % obyvatel se ke své národnosti nevyjádřilo.

## Sousední obce
| Růžice kompasu | Gilvánfa | Bogádmindszent | Hegyszentmárton | Růžice kompasu |
| Růžice kompasu | Besence  | Sever          | Kórós           | Růžice kompasu |
| Růžice kompasu | Besence  | Páprád         | Kórós           | Růžice kompasu |
| Růžice kompasu | Besence  | Jih            | Kórós           | Růžice kompasu |
| Růžice kompasu | Vajszló  | Baranyahídvég  | Adorjás Sámod   | Růžice kompasu |